# Bistrica (obwód Błagojewgrad)
Bistrica (bułg. Бистрица) – wieś w Bułgarii, w obwodzie Błagojewgrad, w gminie Błagojewgrad. Według danych szacunkowych Ujednoliconego Systemu Ewidencji Ludności oraz Usług Administracyjnych dla Ludności, 15 grudnia 2018 roku miejscowość liczyła 63 mieszkańców.

## Opis
W miejscowości znajduje się cerkiew Św. Jerzego z 1861 roku.
Wokół miejscowości znajduje się wiele krzyży oraz kapliczek.

## Osoby związane z miejscowością

### Urodzeni
- Kote Bistriszki – wojewoda WMOK, uczestnik powstania Gornej Dżumai[2]
- Panajot Christow – bułgarski macedońsko-adrianopolski ochotnik czety Donczo Złatkowa[3]
- Stefan Dosew – bułgarski partyzant, przywódca BK Bułgarskiej Partii Komunistycznej
- Kole Iliew – bułgarski macedońsko-adrianopolski ochotnik czety Donczo Złatkowa[4]
- Stanoj Krekmanski (1915–1942) – bułgarski partyzant, działacz WMRO
- Angeł Nikołow – bułgarski macedońsko-adrianopolski ochotnik czety Donczo Złatkowa[5]
- Łazar Petrow (1811–1900) – bułgarski malarz
- Iwan Rajnow (1860–1944) – bułgarski działacz ruchu narodowo-wyzwoleńczego
- Christo Stojkow – bułgarski czetnik WMRO[6]
- Kirił Szirokanski (1913–2002) – bułgarski kmet Błagojewgradu

### Zmarli
- Kosta Sandew (1883–1923) – bułgarski rewolucjonista komunistyczny

### Związani
- Georgi Gawriłow – bułgarski egzarcha[7]